# دانشکده پزشکی نیشابور
دانشکده پزشکی دانشگاه علوم پزشکی نیشابور یکی از دانشکده‌های پزشکی ایران وابسته به دانشگاه علوم پزشکی نیشابور در نیشابور است. این دانشکده در سال ۱۴۰۰ بنیان‌گذاری شد و دارای ۲ بیمارستان آموزشی است.

## تاریخچه
دانشکده پزشکی نیشابور در سال ۱۴۰۰ بنیان‌گذاری شد. هم‌اکنون ریاست این دانشکده را  علیرضا نوفرستی برعهده دارد.